# First View Point
First View Point är en udde i Antarktis. Den ligger i Östantarktis. Nya Zeeland gör anspråk på området.
Terrängen inåt land är huvudsakligen kuperad, men åt sydost är den platt. Havet är nära First View Point åt nordost. Trakten är obefolkad. Det finns inga samhällen i närheten.